# チェルシー・J・セネルキア
チェルシー・J・セネルキア（英語: Chelsie J. Senerchia, 1899年11月2日 - 1990年6月20日）は、イタリア系アメリカ人の政治家、土木技術者。マイアミ市長などを務めた。
ロードアイランド州でイタリア人移民のアントニオ・セネルキアとジュリアディ・フィオーレ夫妻の5人兄弟の一人息子として生まれた。第一次世界大戦中はアメリカ陸軍歩兵少尉を務め、後にブラウン大学に入学した。
1921年、マイアミに引っ越した。後にレオナ・ピアースと結婚した。彼女は1926年のサイレント映画 "The Hurricane" でアリス・レイクの代役を務めた。サリーとキャロルの2人の娘をもうけた。
第二次世界大戦中の1942年に技術者として陸軍に復帰し、最終的には少佐に昇進した。 
戦後、マイアミでcity engineer、後にthe City Managerを務めた。マイアミ市委員会により解雇されると、委員や市長に立候補し当選した。
1959年、地元の貯蓄貸付組合の副社長に就任し、20年にわたって務めた。